# جامعة فال للتكنولوجيا
جامعة فال للتكنولوجيا (بالإنجليزية: Vaal University of Technology)‏ هي مؤسسة جامعية في جنوب أفريقيا. وهي واحدة من أكبر جامعات التكنولوجيا السكنية مع حوالي 25.000 طالب، و300 برنامج، يتم تدريسهم جميعًا باللغة الإنجليزية بشكل أساسي. يحتوي الحرم الجامعي على قاعات محاضرات ومختبرات وعدد من القاعات والمكاتب على مساحة 46.000 متر مربع.

## التاريخ
بأت الجامعة عام 1966 بـ189 طالبا (دُرسوا من قبل 15 موظفا)، وكان النمو سريعا. وفي عام 1975، مكنت المباني الجديدة - بما في ذلك المكتبة وصالة الألعاب الرياضية والمختبرات وقاعات المحاضرات - من استمرار النمو، بحيث وصل عدد الطلاب المسجلين بحلول عام 1978 إلى 3000 والموظفين إلى 137. وبحلول عام 1987، مع استمرار إضافة مرافق جديدة إلى المؤسسة الأساسية، وصل عدد الطلاب إلى 6000، وما يقرب من 15000 بعد اثني عشر عامًا.
وفي عام 2004، ظهرت جامعة فال للتكنولوجيا - وأُدرج حرم جامعة فيستا القديم في بلدة سيبوكنغ إليها.